# Podomyrma grossestriata
Podomyrma grossestriata är en myrart som beskrevs av Auguste-Henri Forel 1915. Podomyrma grossestriata ingår i släktet Podomyrma och familjen myror. Inga underarter finns listade i Catalogue of Life.